# 原駝
原駝为駱駝科羊駝屬动物，原住於南美洲。原驼与小羊驼是野生物种，同为濒危野生动植物种国际贸易公约附录II所列的保护动物，而大羊驼与羊驼则是人类驯化物种。
原駝肩高1.07-1.22米，重90公斤。毛色變化很少，由淺褐色至深肉桂色，腹部漸變成白色。牠們的面部呈灰色，耳朵細小而直立。牠們的眼睛很大，呈褐色，體型流線型，步履活躍。

## 群族及分佈
原駝原住於南美洲乾旱山區。牠們分佈在玻利維亞、秘魯、智利及阿根廷的阿爾蒂普拉諾高原。在智利及阿根廷牠們主要分佈在巴塔哥尼亞，但在如百內國家公園及大火地島，牠們要與家畜競爭，故數量受到限制。玻利維亞印第安人會飼養原駝，這可以幫助保存牠們的數量。原駝一般壽命約20-25歲。現時估計牠們的數量有40-60萬匹。

## 行為
原駝是以群族居住，包含了一隻主雄駝、幾匹雌駝及牠們的幼駝。成年的雄駝會自行再組織群族。當感到威脅時，牠們會吐口水及發出高音的叫聲來通知群族逃難。雄駝一般會殿後來保護群族。牠們可以奔跑達每小時56公里，也是游泳能手。牠們只會從仙人掌中吸取養份。
原駝是南美洲最大的野生哺乳動物之一。牠們只有一種天敵，就是美洲獅。原駝為了保護頸部，發展出特厚的皮膚，在羊駝、大羊駝及小羊駝都有這種特徵。玻利維亞人會用牠們的皮膚來製造鞋。

## 繁殖期
原駝的繁殖期是在11月至2月間，期間雄駝會很激烈的打鬥來展示其突出及權力。
妊娠期為11個月，每胎會產一匹幼駝。幼駝一出生就可以行走。雄幼駝會在1歲前都會跟著群族。

## 特別構造

### 血液
原駝可以棲息在高達海拔3962米的地方。為了在這種低氧氣的環境中生存，牠們一茶匙的血液就約有6800萬個紅血球，是人類的4倍。

### 原駝纖維
原駝纖維很柔軟及溫暖，在很多高價纖維中都可見到。牠們的羊毛僅次於小羊駝的。原駝的毛皮，尤其是幼駝的，有時會用作代替赤狐的毛皮，因它們的質感極為相似。原駝像大羊駝般是有兩層毛皮的：粗糙的護毛及柔軟的絨毛，直徑約為16-18微米，比最高質的開士米還要纖幼。